# Muonio (miejscowość)
Muonio – gmina w Finlandii, położona w północnej części kraju, należąca do regionu Laponia, podregionu Tunturi-Lappi. Gmina Muonio od północy graniczy z gminą Enontekiö, od wschodu z gminą Kittilä, od południa z gminą Kolari, od zachodu zaś ze szwedzką gminą Pajala. Na terenie gminy znajduje się park narodowy Pallas-Yllästunturi.